# Ciara Gibson-Byrne
Ciara Gibson-Byrne (3 de dezembro de 1992) é uma jogadora de polo aquático britânica.

## Carreira
Ciara Gibson-Byrne em Londres 2012 integrou a Seleção Britânica de Polo Aquático Feminino que ficou em 8º lugar.